# Puertas de Gniezno

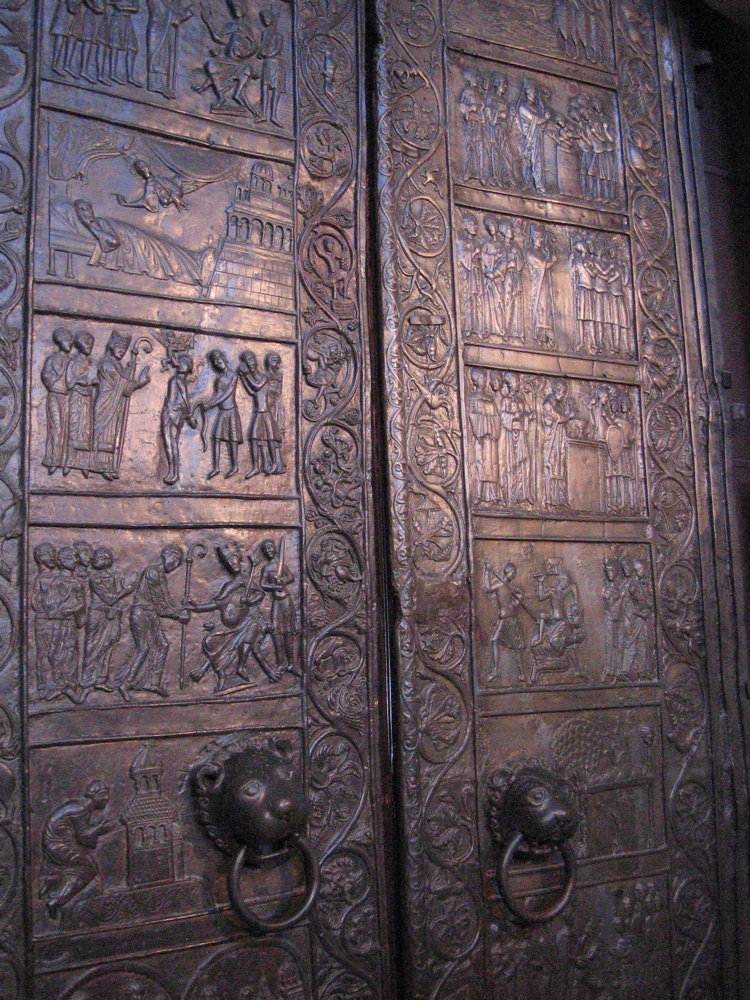
Puertas de Gniezno - vista general.

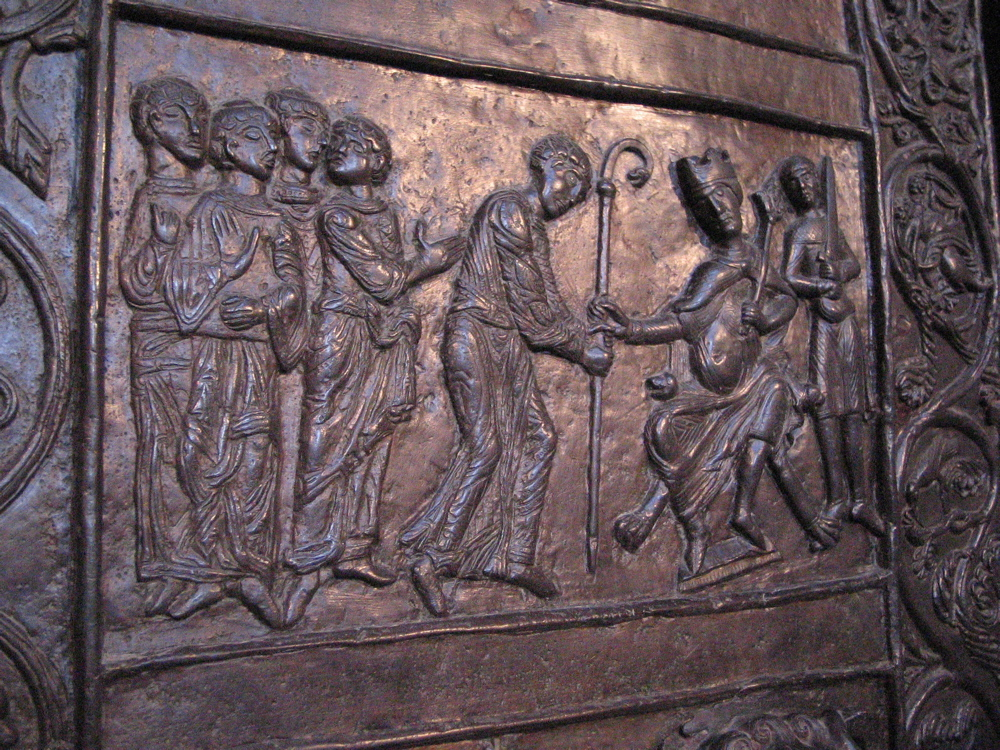
5ª escena del ala izquierda - Wojciech es nombrado obispo.

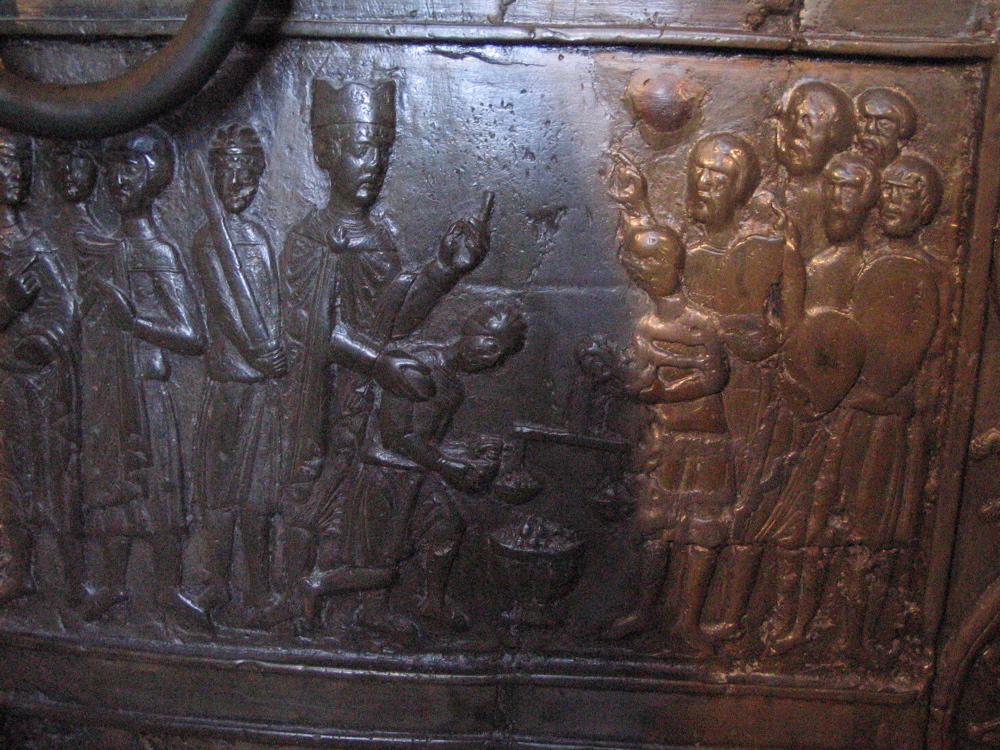
7ª escena del ala derecha - Boleslao recompra el cuerpo de Adalberto de Praga a los Prusianos.

Las Puertas de Gniezno (en polaco: Drzwi Gnieźnieńskie, Drzwi spiżowe, Drzwi Królewskie, latín: Porta Enea, Porta Regia, puerta de bronce, puerta real) son un conjunto de puertas de bronce pertenecientes a la Catedral de Gniezno en Polonia. Están decoradas con 18 escenas sobre la vida de Adalberto de Praga. Según la archidiócesis de Gniezno datan del 1175 y se establecieron en Gniezno durante el reinado de Miecislao III y son una de las piezas más significativas del arte románico de la cultura medieval polaca. Según el sociólogo alemán Dietmar Albrecht (Ostsee Akademie), las puertas de bronce se fabricaron en Hildesheim. [cita requerida]